# 1496

## Родени
- Клеман Маро, френски поет
- 12 май – Густав I, крал на Швеция
- Хатидже султан сестра на османския султан